# Тафт, Роберт Альфонсо III
Роберт Альфонсо (Боб) Тафт III (англ. Robert Alphonso «Bob» Taft III; род. 8 ноября 1942, Бостон, Массачусетс) — американский политик. Губернатор штата Огайо с 1999 по 2007 год, был комиссаром округа Гамильтон. Член Республиканской партии. Работает в Университете Дейтона с августа 2007 года. Преподает законодательную политику и политику в области образования.
Окончил Йельский университет со степенью бакалавра, получил степень магистра государственного управления в Принстонском университете, получил степень юриста на юридическом факультете Университета Цинциннати. Начал свою карьеру на государственной службе в качестве учителя Корпуса мира в Восточной Африке.
Избирался в Палату представителей Огайо в 1976 году, где проработал до 1981 года, государственный секретарь штата в 1991—1999 годы.
Отец Тафта, Роберт Тафт (более известный как Роберт Тафт-младший), сенатор от штата Огайо с 1971 по 1976 год. Дед, Роберт Тафт, сенатор с 1939 по 1953 год. Прадед Уильям Говард Тафт, Президент Соединённых Штатов Америки с 1909—1913 г.г. Прапрадед Альфонсо Тафт, военный министр США (1876), генеральный прокурор США (1876—1877), посол США в Австро-Венгрии (1882—1884), посол США в России (1884—1885).